# Стивън Дейвис
Стивън Дейвис (на английски: Steven Davis), роден на 1 януари 1985 г. в Балимина, Северна Ирландия, е бивш северноирландски футболист, полузащитник.

## Кариера

### Клубна кариера
Започва да тренира футбол в родния си град – Балимина, но през 2002 г. е привлечен от Астън Вила. Прави дебюта си за първия отбор на 18 септември 2004 година, когато влиза като резерва срещу Норич. За трите години, в които е част от лъвовете, Дейвис взема участие в над 90 мача и вкарва 5 гола.

### Фулъм
През лятото на 2007 г. е продаден на Фулъм за £4 000 000 паунда. Играе за отбора от Лондон само половин сезон, но това се оказва достатъчно, за да бъде талантът му забелязан и да бъде трансфериран в Глазгоу Рейнджърс в Шотландия.

### Глазгоу Рейнджърс
През януари 2008 г. преминава под наем в шотландския Глазгоу Рейнджърс. Прави дебюта си за отбора в мач срещу Панатинайкос от Купата на УЕФА. До края на сезона помага на отбора да спечели дубър в Шотландия и да достигне до финал за Купата на УЕФА.
В шотландския отбор печели още два пъти шампионската титла на страната, както и Купата на лигата.

### Саутхемптън
През юли 2012 г. преминава в Саутхемптън.

## Национален отбор
Прави дебюта си за националния отбор в приятелски мач срещу Канада на 9 февруари 2005 г. Головата си сметка открива на 8 октомври 2005 срещу Уелс.
За пръв път е капитан на отбора в мач срещу Уругвай на 21 май 2006 г., което го прави неговия най-млад капитан в историята.
Дейвис е част отбора, който достига до 1/8-финал на Евро 2016.

## Успехи

### Клубни
Глазгоу Рейнджърс
- Шампион на Шотландия (3): 2008 – 09, 2009 – 10, 2010 – 11
- Купа на Шотландия (2): 2007 – 08, 2008 – 09
- Купа на лигата (3): 2007 – 08, 2009 – 10, 2010 – 11
- Купа на УЕФА (финалист) (1): 2007 – 08

 Саутхемптън
- Купа на Футболната лига (финалист) (1): 2016 – 17

### Национален отбор
- Европейско първенство (1/8-финал) (1): 2016